# Sally Peers
Sally Peers (Melbourne, 1º giugno 1991) è un'ex tennista australiana.

## Biografia
Figlia della tennista Elizabeth Little e sorella di un altro tennista, John Peers, ha iniziato a giocare all'età di 6 anni. . Ha studiato al Korowa Anglican Girls' School.
Nel 2007 ha partecipato all'Open di Francia 2007 - Doppio ragazze senza superare il primo turno; l'anno seguente ha giocato all'Australian Open 2008 - Singolare ragazze venendo sconfitta da Madison Brengle.
Ha vinto il torneo di Wimbledon 2009 - Doppio ragazze in coppia con Noppawan Lertcheewakarn, sconfiggendo in finale con un punteggio di 6-1, 6-1 Kristina Mladenovic e Silvia Njirić.
Nel 2010 all'US Open 2010 - Singolare femminile ha perso contro Kim Clijsters col punteggio di 6-2 6-1; la belga avrebbe poi vinto la competizione. Ha partecipato anche al torneo di Wimbledon 2010 - Doppio femminile in coppia con Laura Robson.

## Grand Slam Junior

### Doppio

#### Vittorie (1)
| Tornei del Grande Slam  |
| ----------------------- |
| Australian Open (0)     |
| Open di Francia (0)     |
| Torneo di Wimbledon (1) |
| US Open (0)             |

| N. | Data          | Torneo                      | Superficie | Compagna                | Avversarie in finale              | Punteggio |
| 1. | 4 luglio 2009 | Torneo di Wimbledon, Londra | Erba       | Noppawan Lertcheewakarn | Kristina Mladenovic Silvia Njirić | 6-1, 6-1  |

#### Sconfitte (1)
| Tornei del Grande Slam  |
| ----------------------- |
| Australian Open (0)     |
| Open di Francia (0)     |
| Torneo di Wimbledon (1) |
| US Open (0)             |

| N. | Data          | Torneo                      | Superficie | Compagna         | Avversarie in finale        | Punteggio     |
| 1. | 5 luglio 2008 | Torneo di Wimbledon, Londra | Erba       | Isabella Holland | Polona Hercog Jessica Moore | 3-6, 6-1, 2-6 |

## Risultati in progressione
| Sigla | Risultato               |
| ----- | ----------------------- |
| V     | Vincitore               |
| F     | Finalista               |
| SF    | Semifinalista           |
| O     | Oro olimpico            |
| A     | Argento olimpico        |
| SF    | Bronzo olimpico         |
| QF    | Quarti di Finale        |
| 4T    | Quarto turno            |
| 3T    | Terzo turno             |
| 2T    | Secondo turno           |
| 1T    | Primo turno             |
| RR    | Round Robin             |
| LQ    | Turno di qualificazione |
| A     | Assente                 |
| ND    | Non disputato           |

| Legenda superfici    |
| -------------------- |
| Cemento              |
| Terra battuta        |
| Erba                 |
| Superficie variabile |

### Singolare nei tornei del Grande Slam
| Torneo          | 2009 | 2010 | 2011 | 2012 | 2013 | 2014 |
| --------------- | ---- | ---- | ---- | ---- | ---- | ---- |
| Australian Open | A    | A    | 1T   | A    | A    | A    |
| Open di Francia | A    | A    | A    | A    | A    | A    |
| Wimbledon       | A    | A    | A    | A    | A    | A    |
| US Open         | A    | 2T   | A    | A    | A    | A    |

### Doppio nei tornei del Grande Slam
| Torneo          | 2009 | 2010 | 2011 | 2012 | 2013 | 2014 |
| --------------- | ---- | ---- | ---- | ---- | ---- | ---- |
| Australian Open | 1T   | QF   | 1T   | 1T   | A    | 1T   |
| Open di Francia | A    | A    | A    | A    | A    | A    |
| Wimbledon       | A    | 1T   | A    | A    | A    | A    |
| US Open         | A    | A    | A    | A    | A    | A    |

### Doppio misto nei tornei del Grande Slam
| Torneo          | 2009 | 2010 | 2011 | 2012 | 2013 | 2014 |
| --------------- | ---- | ---- | ---- | ---- | ---- | ---- |
| Australian Open | A    | 1T   | QF   | A    | A    | A    |
| Open di Francia | A    | A    | A    | A    | A    | A    |
| Wimbledon       | A    | A    | A    | A    | A    | A    |
| US Open         | A    | A    | A    | A    | A    | A    |